# 贝尔普兰
贝尔普兰（Belleplaine）是加勒比海岛国巴巴多斯东海岸上的一座村庄，行政上由圣安德鲁区（最大村庄）管辖，位于其首府格陵兰和丘基芒特之间，靠近莱克斯海滩。该地为阿莱恩中学的所在地。